# Ненад Жугай
Ненад Жугай (хорв. Nenad Žugaj; нар. 19 квітня 1983, Загреб) —  хорватський борець греко-римського стилю, бронзовий призер чемпіонатів світу, бронзовий призер чемпіонатів Європи, учасник Олімпійських ігор.

## Життєпис
Боротьбою займається з 1993 року. Його брат-близнюк Невен Жугай теж є бронзовим призером чемпіонатів світу і Європи з греко-римської боротьби. Разом з братом Ненадом теж брав участь в Олімпійських іграх 2012 року в Лондоні, де посів 7 місце у вазі до 74 кг.
Виступає за борцівський клуб «Ліка», Загреб. Тренер — Владимир Секулич.

## Спортивні результати на міжнародних змаганнях

### Виступи на Олімпіадах
| Змагання                    | Збірна   | Вагова категорія                 | Місце |
| --------------------------- | -------- | -------------------------------- | ----- |
| Літні Олімпійські ігри 2012 | Хорватія | греко-римська боротьба, до 84 кг | 14    |

### Виступи на Чемпіонатах світу
| Змагання                        | Збірна   | Вагова категорія                 | Місце  |
| ------------------------------- | -------- | -------------------------------- | ------ |
| Чемпіонат світу з боротьби 2005 | Хорватія | греко-римська боротьба, до 84 кг | 32     |
| Чемпіонат світу з боротьби 2006 | Хорватія | греко-римська боротьба, до 84 кг | 21     |
| Чемпіонат світу з боротьби 2007 | Хорватія | греко-римська боротьба, до 84 кг | 27     |
| Чемпіонат світу з боротьби 2009 | Хорватія | греко-римська боротьба, до 84 кг | 9      |
| Чемпіонат світу з боротьби 2010 | Хорватія | греко-римська боротьба, до 84 кг | Бронза |
| Чемпіонат світу з боротьби 2011 | Хорватія | греко-римська боротьба, до 84 кг | 7      |
| Чемпіонат світу з боротьби 2013 | Хорватія | греко-римська боротьба, до 84 кг | 7      |
| Чемпіонат світу з боротьби 2014 | Хорватія | греко-римська боротьба, до 85 кг | 29     |
| Чемпіонат світу з боротьби 2015 | Хорватія | греко-римська боротьба, до 85 кг | 8      |
| Чемпіонат світу з боротьби 2016 | Хорватія | греко-римська боротьба, до 80 кг | 18     |

### Виступи на Чемпіонатах Європи
| Змагання                         | Збірна   | Вагова категорія                 | Місце  |
| -------------------------------- | -------- | -------------------------------- | ------ |
| Чемпіонат Європи з боротьби 2004 | Хорватія | греко-римська боротьба, до 84 кг | 20     |
| Чемпіонат Європи з боротьби 2005 | Хорватія | греко-римська боротьба, до 84 кг | 21     |
| Чемпіонат Європи з боротьби 2006 | Хорватія | греко-римська боротьба, до 84 кг | 14     |
| Чемпіонат Європи з боротьби 2007 | Хорватія | греко-римська боротьба, до 84 кг | 23     |
| Чемпіонат Європи з боротьби 2008 | Хорватія | греко-римська боротьба, до 84 кг | 27     |
| Чемпіонат Європи з боротьби 2010 | Хорватія | греко-римська боротьба, до 84 кг | 5      |
| Чемпіонат Європи з боротьби 2011 | Хорватія | греко-римська боротьба, до 84 кг | 16     |
| Чемпіонат Європи з боротьби 2012 | Хорватія | греко-римська боротьба, до 84 кг | 12     |
| Чемпіонат Європи з боротьби 2013 | Хорватія | греко-римська боротьба, до 84 кг | Бронза |
| Чемпіонат Європи з боротьби 2014 | Хорватія | греко-римська боротьба, до 85 кг | 17     |
| Чемпіонат Європи з боротьби 2016 | Хорватія | греко-римська боротьба, до 85 кг | 11     |

### Виступи на Європейських іграх
| Змагання              | Збірна   | Вагова категорія                 | Місце |
| --------------------- | -------- | -------------------------------- | ----- |
| Європейські ігри 2015 | Хорватія | греко-римська боротьба, до 85 кг | 5     |

### Виступи на інших змаганнях
| Змагання                                                         | Збірна   | Вагова категорія                 | Місце  |
| ---------------------------------------------------------------- | -------- | -------------------------------- | ------ |
| Середземноморські ігри 2005                                      | Хорватія | греко-римська боротьба, до 84 кг | 9      |
| Гран-прі Німеччини з боротьби 2007                               | Хорватія | греко-римська боротьба, до 84 кг | 17     |
| Олімпійський кваліфікаційний турнір з боротьби 2008 (Роме-Остія) | Хорватія | греко-римська боротьба, до 84 кг | 5      |
| Олімпійський кваліфікаційний турнір з боротьби 2008 (Новий Сад)  | Хорватія | греко-римська боротьба, до 84 кг | 5      |
| Чемпіонат світу з боротьби серед військовослужбовців 2008        | Хорватія | греко-римська боротьба, до 84 кг | Бронза |
| Середземноморські ігри 2009                                      | Хорватія | греко-римська боротьба, до 84 кг | Золото |
| Золотий Гран-прі з боротьби 2010 (Сомбатгей)                     | Хорватія | греко-римська боротьба, до 84 кг | Бронза |
| Золотий Гран-прі з боротьби 2010 (Баку)                          | Хорватія | греко-римська боротьба, до 84 кг | 10     |
| Турнір Вехбі Емре 2011                                           | Хорватія | греко-римська боротьба, до 84 кг | Срібло |
| Золотий Гран-прі з боротьби 2011 (Сомбатгей)                     | Хорватія | греко-римська боротьба, до 84 кг | Золото |
| Середземноморський чемпіонат з боротьби 2011                     | Хорватія | греко-римська боротьба, до 84 кг | Золото |
| Золотий Гран-прі з боротьби 2011 (Баку)                          | Хорватія | греко-римська боротьба, до 84 кг | 5      |
| Олімпійський кваліфікаційний турнір з боротьби 2012 (Софія)      | Хорватія | греко-римська боротьба, до 84 кг | 7      |
| Олімпійський кваліфікаційний турнір з боротьби 2012 (Тайюань)    | Хорватія | греко-римська боротьба, до 84 кг | Срібло |
| Золотий Гран-прі з боротьби 2013 (Сомбатгей)                     | Хорватія | греко-римська боротьба, до 84 кг | 13     |
| Середземноморські ігри 2013                                      | Хорватія | греко-римська боротьба, до 84 кг | Бронза |
| Кубок Владислава Пітласинські 2013                               | Хорватія | греко-римська боротьба, до 84 кг | 19     |
| Золотий Гран-прі з боротьби 2014 (Сомбатгей)                     | Хорватія | греко-римська боротьба, до 85 кг | 5      |
| Міжнародний турнір Любомира Івановича-Гедзи 2014                 | Хорватія | греко-римська боротьба, до 85 кг | Золото |
| Кубок Владислава Пітласинські 2014                               | Хорватія | греко-римська боротьба, до 85 кг | 12     |
| Золотий Гран-прі з боротьби 2014 (Баку)                          | Хорватія | греко-римська боротьба, до 85 кг | 12     |
| Відкритий чемпіонат Загреба з боротьби 2015                      | Хорватія | греко-римська боротьба, до 85 кг | Срібло |
| Гран-прі FILA 2015                                               | Хорватія | греко-римська боротьба, до 85 кг | 27     |
| Міжнародний турнір Любомира Івановича-Гедзи 2015                 | Хорватія | греко-римська боротьба, до 85 кг | Бронза |
| Кубок Владислава Пітласинські 2015                               | Хорватія | греко-римська боротьба, до 85 кг | 16     |
| Гран-прі Загреба з боротьби 2016                                 | Хорватія | греко-римська боротьба, до 85 кг | 5      |
| Олімпійський кваліфікаційний турнір з боротьби 2016 (Зренянин)   | Хорватія | греко-римська боротьба, до 85 кг | 12     |
| Олімпійський кваліфікаційний турнір з боротьби 2016 (Улан-Батор) | Хорватія | греко-римська боротьба, до 85 кг | 15     |
| Олімпійський кваліфікаційний турнір з боротьби 2016 (Стамбул)    | Хорватія | греко-римська боротьба, до 85 кг | 12     |

### Виступи на змаганнях молодших вікових груп
| Змагання                                       | Збірна   | Вагова категорія                 | Місце |
| ---------------------------------------------- | -------- | -------------------------------- | ----- |
| Чемпіонат світу з боротьби серед юніорів 2001  | Хорватія | греко-римська боротьба, до 76 кг | 24    |
| Чемпіонат світу з боротьби серед юніорів 2001  | Хорватія | греко-римська боротьба, до 69 кг | 32    |
| Чемпіонат Європи з боротьби серед юніорів 2002 | Хорватія | греко-римська боротьба, до 76 кг | 13    |
| Чемпіонат світу з боротьби серед юніорів 2003  | Хорватія | греко-римська боротьба, до 74 кг | 21    |
| Чемпіонат Європи з боротьби серед кадетів 2000 | Хорватія | греко-римська боротьба, до 69 кг | 4     |